# Hibiscus upingtoniae
Hibiscus upingtoniae är en malvaväxtart som beskrevs av Gürke och Schinz.. Hibiscus upingtoniae ingår i Hibiskussläktet som ingår i familjen malvaväxter. Inga underarter finns listade i Catalogue of Life.